# 陳旭智
陳旭智（英語：Chan Yuk Chi，1984年9月8日—），生於香港，香港足球運動員，司職中堅。由於他作為大埔隊長多年，因此被球迷或評述員暱稱為「隊長智」。陳旭智由大埔於2002年參與香港丙組（地區）足球聯賽時加盟球隊至今。陳旭智在香港科技大學計算機科學系畢業後，在球隊升上甲組後轉為職業球員。現擔任香港超級聯賽球隊和富大埔助理教練。

## 球員生涯

### 早年
在中學(救恩書院)時期曾效力二合及流浪青年軍的陳旭智，曾經因為學業而選擇放棄足球的夢想。當香港丙組（地區）足球聯賽在2002年成立，大埔區議會組成大埔足球會參賽，陳旭智加入球會並成為隊長，及後陳旭智在高級程度會考取得不俗的成績，成功進入香港科技大學的計算機科學系就讀，並在三年後成功畢業取得其工學士學位。在陳旭智大學畢業的同時，大埔亦取得升上甲組的資格，而他亦選擇成為職業足球員，非像一般計算機科學系畢業生般投身前景較明朗的資訊科技界。他曾經告訴傳媒，自己最少會在本地足球打滾兩年，看看自己的成績再作打算。他亦曾經在不同的訪問中，包括一次跟行政長官曾蔭權的對話中，提及擁有大學學位的他選擇成為足球員是因為足球是他的夢想。

### 甲組生涯
雖然在球隊升上甲組後並非必然正選，陳旭智一直擔任隊長，並且有不少的出場時間及正選機會。首兩季的賽事中，除了外援中堅祖爾是必然正選外，陳旭智與另一名本地中堅趙俊傑兩人分擔了合拍祖爾的防守工作。
2008-09年度球季，趙俊傑在季初受傷缺陣大部份賽事，而外援祖爾則在季中轉投中甲球會廣東日之泉，陳旭智除了成為必然正選以外，更要擔當起防線領軍的工作，在調整期間大埔戰績有所下滑，而他在下半季的中堅拍檔不停轉換，先後有張志勇、王得豪、李樹烊及呂志興。最終，球隊經過調整期後，2009年6月6日於香港足總盃決賽以4－2擊敗天水圍飛馬，奪得球隊首項甲組錦標。陳旭智賽後表示，當初大學畢業選擇當職業球員，家人曾質疑他的決定，這個獎盃可讓他們心悅誠服。而他亦表示加薪與否並不在意，亦很享受大埔球會內的溫暖氣氛。他更稱，在球會七年內，由丙組到甲組，跟球會一起有很多經歷，面對很多挑戰方能奪冠，因此大埔能奪冠更見意義。
2010－11年度球季，在甲組經歷第五個球季的陳旭智在2011年3月4日作客港會的聯賽，接應角球頭球攻門取得首個甲組聯賽入球。而在接後4月10日主場迎戰大中亦取得首個主場賽事的入球，連續兩場聯賽以頭球攻門進球。

### 後期發展
2017年3月5日對港會一役，陳旭智正選上陣，一如以往戴上隊長臂章。此仗成為他征戰頂級聯賽生涯的絕唱。其後陳旭智轉為以助教身分繼續為球會貢獻，於2017年5月3日為和富大埔奪得當屆的菁英盃冠軍。

## 個人生活
在求學期的陳旭智，一直同時兼顧學業及足球。在中學就讀救恩書院時期是該校隊成員，亦同時參與甲組球會青年軍。在大學就讀期間，他亦有參與大學足球校隊的比賽，但同時更要分身參加大埔在乙、丙組的比賽及操練。在大學首個學期住在學生宿舍後，陳旭智為了方便參加大埔的操練而搬回家中居住。而在大埔的操練中，當時領有D級教練牌照的他會兼任訓練員。現在陳旭智除了是全職足球員外，亦兼任球會的職員工作及足球訓練班的教練。
2008年5月2日，陳旭智獲選擔任2008年夏季奧林匹克運動會香港區火炬接力的第57號火炬手，負責沙田路段的傳遞。
陳旭智曾演出無綫電視劇集《尖子攻略》部份戲份。

## 榮譽
和富大埔
- 香港足總盃冠軍（2008–09季度）
- 香港高級組銀牌冠軍（2012–13季度）
- 香港菁英盃冠軍（2016–17季度）

## 外部連結
- 和富大埔
- 香港足球總會網頁球員註冊資料 （页面存档备份，存于）